# Gulf Air
Gulf Air (arabisch طيران الخليج, DMG Ṭayarān al-Ḫalīǧ) ist die staatliche Fluggesellschaft des Königreichs Bahrain mit Sitz in Muharraq und Basis auf dem Flughafen Bahrain. Sie ist Mitglied der Arab Air Carriers Organization.

## Geschichte

### Gründung und erste Jahre
Ende der 1940er Jahre begann der britische Pilot Freddie Bosworth einen Flugtaxiservice von Doha und Dhahran nach Bahrain. Im Jahr 1950 expandierte er und registrierte seine Fluggesellschaft mit dem Namen „Gulf Aviation“ als private Gesellschaft. Die Flotte bestand zu dieser Zeit aus sieben Avro Anson und drei De Havilland DH.86 Express; diese Flugzeuge reichten aber nicht aus. Da die Flotte modernisierungsbedürftig war, wählte Bosworth die De Havilland DH.104 Dove als neues Muster aus. Die Einflottung des Typs erlebte er jedoch nicht mehr, weil er während eines Demonstrationsfluges in Croydon am 9. Juni 1951 einen tödlichen Unfall erlitt.
Ab 1951 begann ein langjähriges Engagement der BOAC an der Fluggesellschaft, das bis 1971 andauerte. Sie wurde Hauptaktionär der Gulf Aviation mit einem Anteil von 22 %. Ab April 1970 wurde auch London in das Flugnetz aufgenommen, als Flugzeug wurde eine Vickers VC10 verwendet.

### Seit 1970

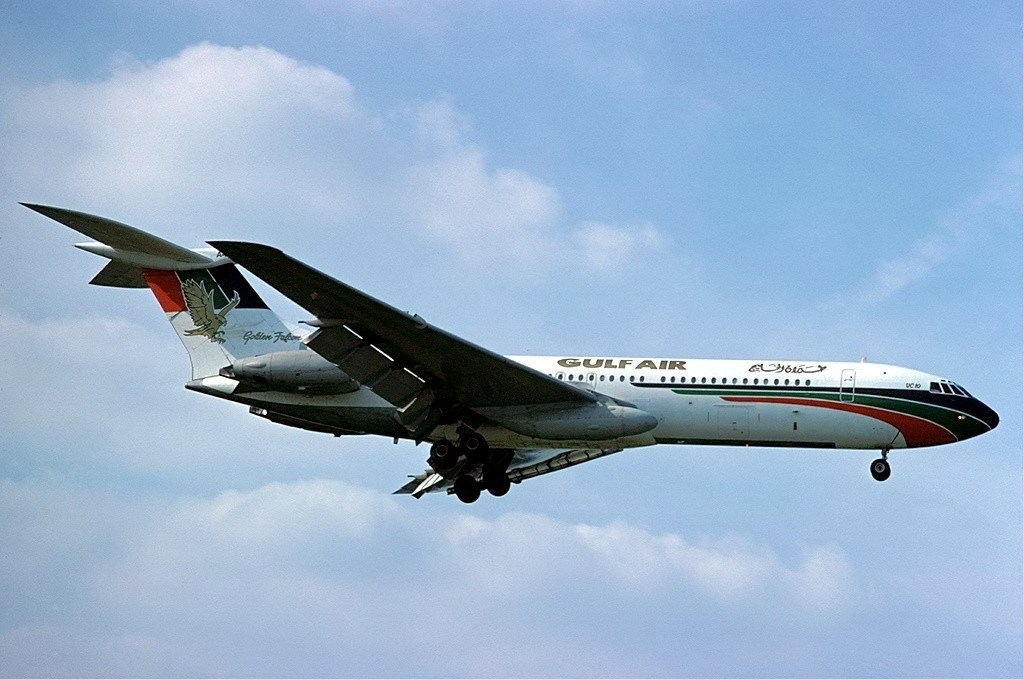
Vickers VC10 der Gulf Air von 1977

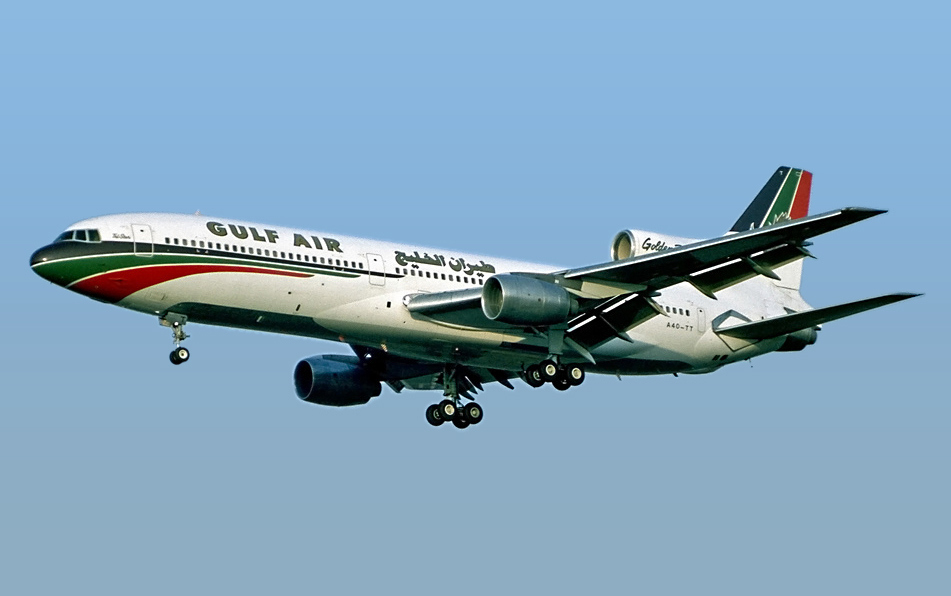
Lockheed L-1011-300 TriStar der Gulf Air von 1983

Nach der Beendigung des Engagements der BOAC übernahmen Bahrain, Katar, Abu Dhabi und Oman die Anteile. Am 1. Januar 1974 wurde die Gulf Aviation dann die nationale Fluggesellschaft der vier Staaten und auf den bis heute verwendeten Namen Gulf Air umbenannt.
Sogleich wurde eine Flottenexpansion beschlossen: Man leaste Lockheed L-1011 TriStar und Boeing 737 und baute mit ihnen das Streckennetz massiv aus.
Mit dem weiteren Wachstum der Luftfahrtbranche in den 1980er Jahren wuchs auch Gulf Air. 1981 wurde sie Mitglied der IATA. 1988 stießen die ersten Boeing 767 zur Flotte, mit denen unter anderem Flüge nach Frankfurt am Main aufgenommen wurden.

### Seit 1990 Ausstieg von Partner-Staaten
Im Jahr 1992 flog Gulf Air als erste arabische Fluggesellschaft Australien an, 1993 stieg Katar bei Gulf Air aus und gründete mit Qatar Airways eine eigene Fluggesellschaft.
Gleichzeitig beteiligte sich Oman an der neu gegründeten Oman Air und trat damit ebenfalls in Konkurrenz zur Gulf Air.
Einen weiteren Kapazitätssprung brachte die Einflottung der Airbus A340-300 im Mai 1994.

### Seit 2000

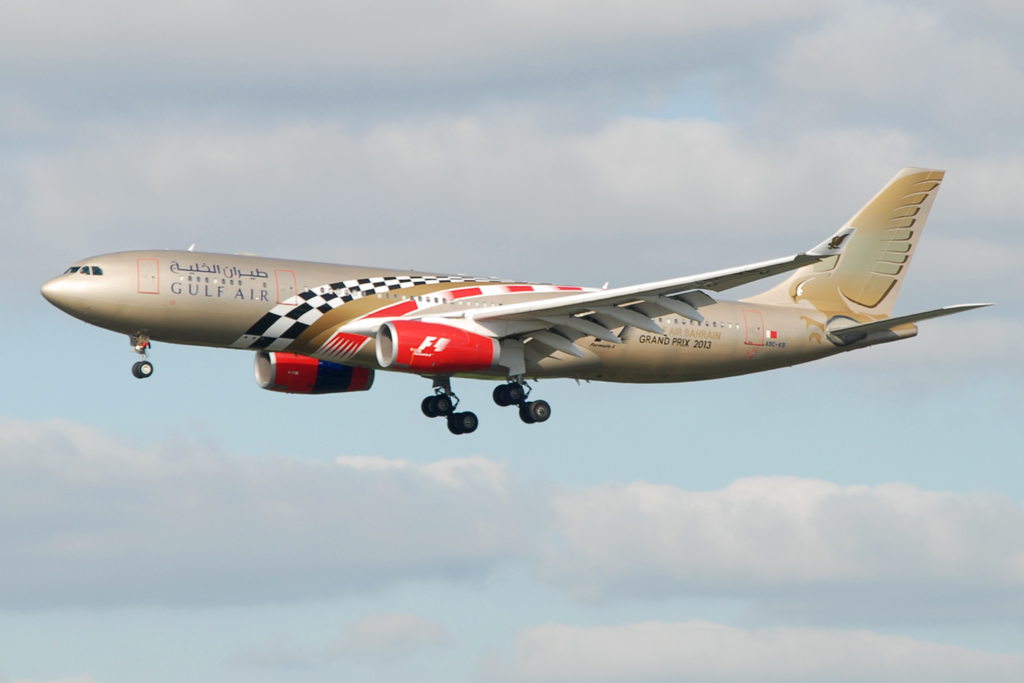
Airbus A330-200 der Gulf Air in Großer-Preis-von-Bahrain-Sonderbemalung

Als die Fluggesellschaft 2000 ihren 50. Geburtstag feierte, wurden die ersten Airbus A330-200 in die Flotte aufgenommen. Doch aufgrund der Terroranschläge am 11. September 2001 in den USA veranlasste der 2002 amtierende Präsident und Chief Executive Officer James Hogan ein drei Jahre dauerndes Restrukturierungsprogramm, das zu einem völlig neuen Unternehmenskonzept führte, um dem stetigen Schuldenzuwachs entgegenzuwirken. Der Drei-Jahres-Plan wurde im Dezember desselben Jahres einstimmig angenommen, trotzdem trennte sich Katar von seinen Anteilen an der Fluggesellschaft.
Im Jahr 2003 wurde das Corporate Design von Gulf Air generalüberholt, um das – auch durch diverse Abstürze verursachte – negative Image der Fluggesellschaft zu verbessern. Am 1. Juni 2003 wurde mit Gulf Traveller eine Tochtergesellschaft gegründet. 2004 wurde die Rückkehr in die Gewinnzone mit dem besten Ergebnis seit 1997 verkündet.

### Ab 2005 Ausstieg von Abu Dhabi
Im September 2005 entschied Abu Dhabi, sich aus der Fluggesellschaft zurückzuziehen, da es mit Etihad Airways in Konkurrenz zu Gulf Air trat. Als Folge wurde Abu Dhabi 2006 aus dem Flugplan gestrichen.
Ende April 2006 wurde ein Open-Skies-Abkommen mit Thailand unterzeichnet, das eine unbeschränkte Anzahl von Flügen zwischen Bahrain und Thailand garantierte.
Im August 2007 beschäftigte die Fluggesellschaft 5.400 Mitarbeiter, wobei diese Zahl in den nächsten Jahren aufgrund eines Frühverrentungsprogramms wahrscheinlich zurückging. Einer Luftfahrtallianz (wie z. B. Star Alliance) gehört Gulf Air nicht an. Sie arbeitet allerdings mit verschiedenen Fluggesellschaften zusammen, unter anderem American Airlines, Olympic Airways, KLM Royal Dutch Airlines, Saudi Arabian Airlines, Royal Jordanian und Thai Airways International. Die Gesellschaft ist Hauptsponsor des in Bahrain stattfindenden Formel-1-Grand Prix.
Im Sommer 2006 verließ James Hogan Gulf Air und wechselte zum Konkurrenten Etihad Airways. Am 31. Januar 2007 wurde bekannt, dass der Schweizer André Dosé, früher Chef der Fluggesellschaften Crossair und Swiss, das Amt des CEO der Gulf Air zum 1. April 2007 übernehmen würde. Bereits im Juli 2007 gab André Dosé seinen Rücktritt als CEO der Gulf Air bekannt. Konflikte zwischen dem Management und dem Verwaltungsrat sollen den Schweizer zu diesem Schritt bewogen haben. Sein Nachfolger wurde Björn Näf, ebenfalls ehemaliger Swiss-Manager, der Gulf Air zunächst übergangsweise leitete und im Januar 2008 offiziell als CEO bestätigt wurde.

### Ab 2007 nur noch Bahrain
Im Dezember 2007 wurde der Prozess abgeschlossen, alle 30 Flugzeuge der Fluggesellschaft in Bahrain zu registrieren. Gulf Air ist nun vollständig im Besitz des Königreichs von Bahrain über dessen Gesellschaft Bahrain Mumtalakat Holding Company. Gulf Air gilt nun ebenso als nationale Fluggesellschaft Bahrains wie die 2007 gegründete Bahrain Air.
Anfang 2008 wurde eine Bestellung von 16 Boeing 787-8 bekanntgegeben. Diese sollen ab 2016[veraltet] ausgeliefert werden.
Im November 2009 gab Gulf Air bekannt, sich im Rahmen eines Strategiewechsels aus dem Langstreckenbereich zurückziehen zu wollen. Stattdessen plant der neue CEO Samer Majali die Aktivitäten im Nahen Osten und künftig auch im Regionalbereich zu verstärken und nur die Langstrecken zu Finanzzentren aufrechtzuerhalten. Diese Neuausrichtung soll den defizitären Flugbetrieb wieder profitabel machen. Was aus den Bestellungen der Langstreckenjets vom Typ Boeing 787 und Airbus A330 werden soll, war im November 2009 noch unklar.

### Seit 2010
Im Februar 2012 strich Gulf Air im Zuge eines Sparprogramms ab März 2012 weniger frequentierte Routen aus dem Flugplan. Betroffen davon waren Athen, Mailand und Kuala Lumpur. Außerdem wurde die Flugverbindung nach Damaskus wegen des Bürgerkriegs in Syrien eingestellt.
Im April 2012 wurde von der Regierung ein Unterstützungspaket im Umfang von 3,6 Milliarden Euro für Gulf Air auf den Weg gebracht, nachdem sie 2011 einen Verlust von 405 Millionen Euro erwirtschaftet hatte.
Im Februar 2014 stornierte Gulf Air eine Bestellung über zwei Airbus A319-100.
Im Januar 2016 wandelte Gulf Air die bestellten 787-8 in solche vom Typ 787-9 um. Zu den zehn Airbus A320neo wurden zwei weitere dazu bestellt. Ebenfalls wurden 17 Stück Airbus A321neo bestellt. Die Bestellung von Maschinen vom Typ A330-300 wurde hingegen gestrichen.
Anfang April 2018 wurde ein komplett neuer Markenauftritt angekündigt.

## Flugziele
Gulf Air fliegt von Bahrain aus vorwiegend Ziele im Nahen Osten und auf dem indischen Subkontinent an. Des Weiteren werden Destinationen in Europa und Afrika bedient. Im deutschsprachigen Raum ist Frankfurt einziges Ziel. Mit Start zum 1. Juli 2024 kündigte die Airline vier wöchentliche Flüge nach München an.

## Flotte

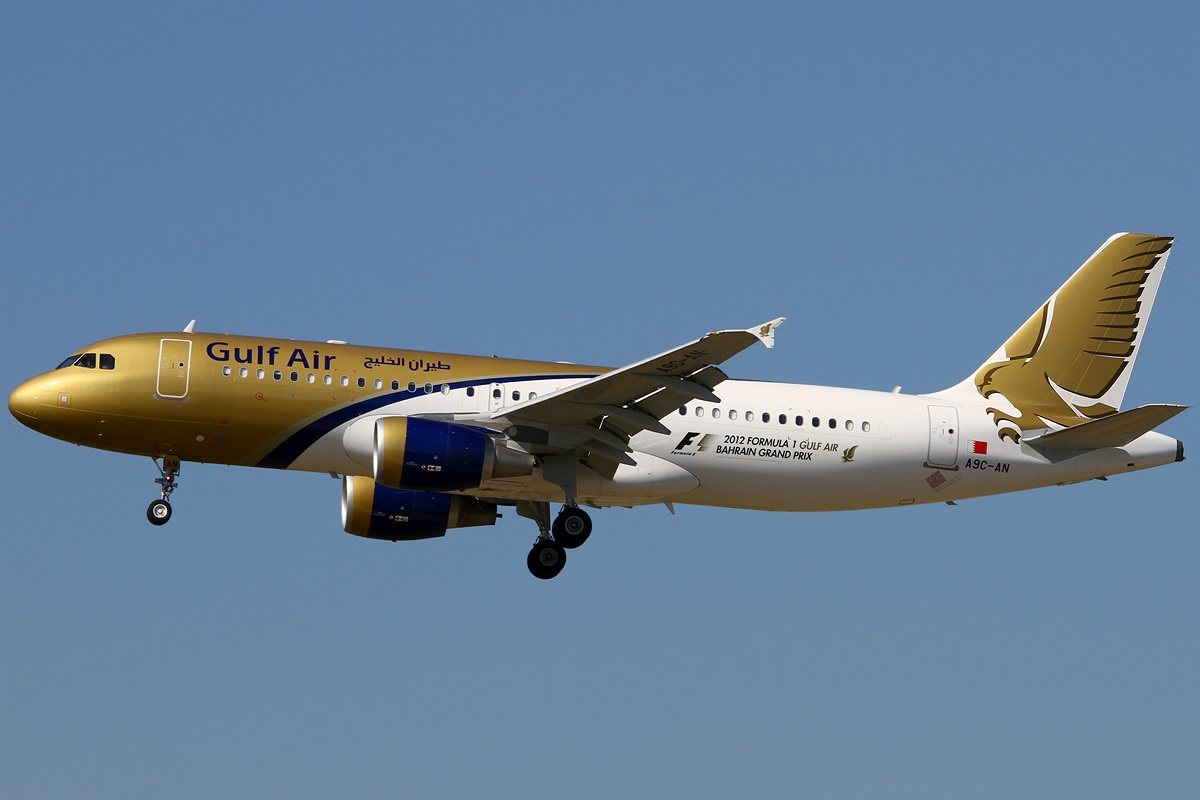
Airbus A320-200 der Gulf Air

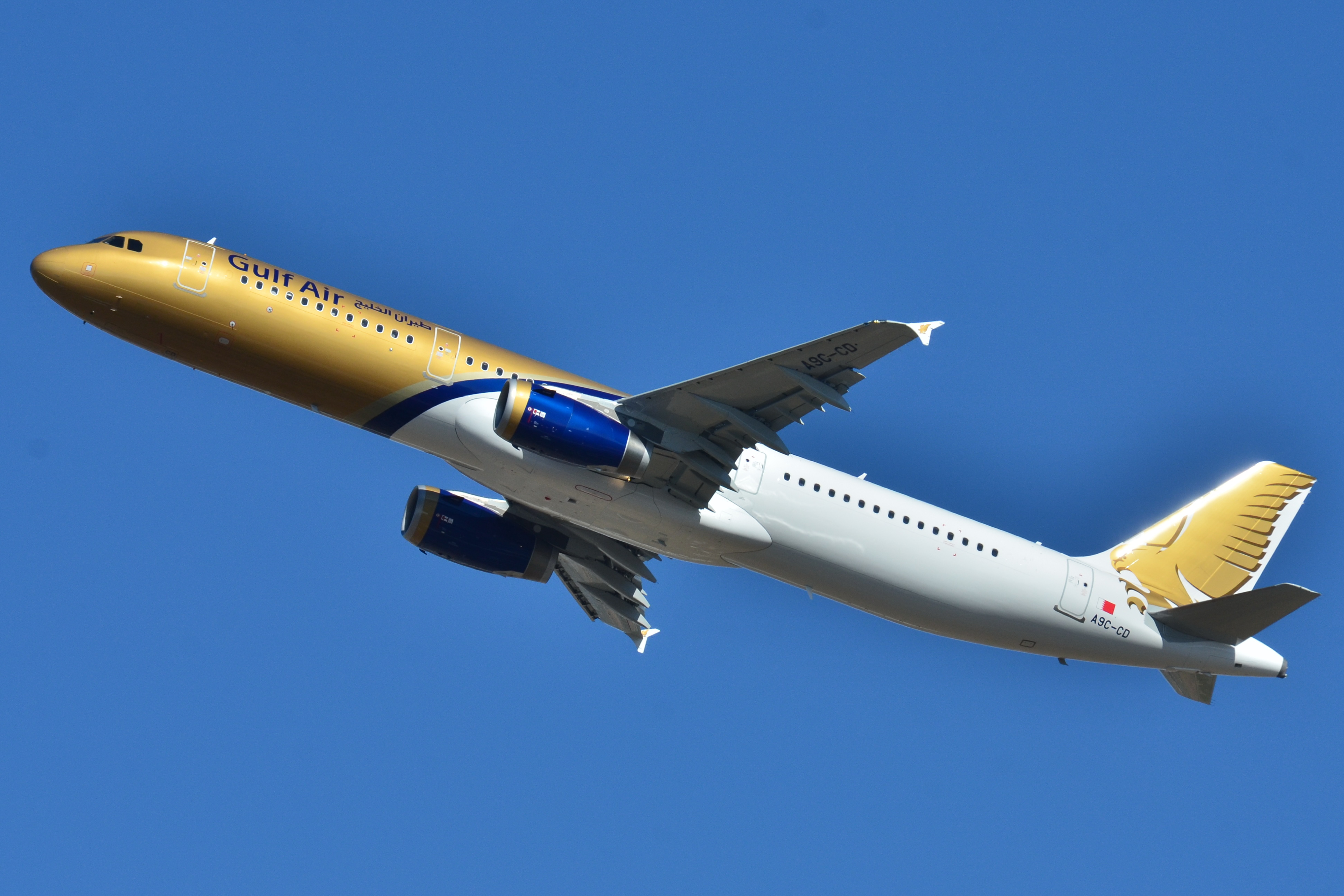
Airbus A321-200 der Gulf Air

### Aktuelle Flotte
Mit Stand April 2025 besteht die Flotte der Gulf Air aus 42 Flugzeugen mit einem Durchschnittsalter von 7,1 Jahren:
| Flugzeugtyp     | Anzahl | bestellt | Anmerkungen  | Sitzplätze (Business/Economy) | Durchschnittsalter |
| --------------- | ------ | -------- | ------------ | ----------------------------- | ------------------ |
| Airbus A320-200 | 08     |          | zwei inaktiv | 136 (16/120)                  | 15,3 Jahre         |
| Airbus A320neo  | 06     | 06       | zwei inaktiv | 136 (16/120) 150 (12/138)     | 05,8 Jahre         |
| Airbus A321-200 | 04     |          |              | 169 (8/161)                   | 12,6 Jahre         |
| Airbus A321LR   | 14     | 04       | zwei inaktiv | 166 (16/150) 192 (12/180)     | 02,3 Jahre         |
| Boeing 787-9    | 10     | 02       | eine inaktiv | 282 (26/256)                  | 05,9 Jahre         |
| Gesamt          | 42     | 12       |              |                               | 7,1 Jahre          |

### Aktuelle Sonderbemalungen
| Flugzeugtyp     | Luftfahrzeugkennzeichen | Bemalung          | Zeitraum                                         | Bild |
| --------------- | ----------------------- | ----------------- | ------------------------------------------------ | ---- |
| Airbus A320-200 | A9C-AD                  | „Bahrain Airshow“ | seit November 2009                               |      |
| Airbus A321LR   | A9C-NB A9C-XA           | „1976 retro“      | A9C-NB: seit Februar 2021 A9C-XA: seit Juni 2023 |      |
| Boeing 787-9    | A9C-FG                  | „1976 retro“      | seit Oktober 2019                                |      |

### Ehemalige Sonderbemalungen
| Flugzeugtyp      | Luftfahrzeugkennzeichen         | Bemalung                | Zeitraum                    | Bild |
| ---------------- | ------------------------------- | ----------------------- | --------------------------- | ---- |
| Airbus A320-200  | A9C-EJ 1994 bis 2007 als A4O-EJ | „50th anniversary“      | Juni 1994 bis Dezember 2007 |      |
| Airbus A330-200  | A9C-KB                          | „Bahrain F1 Grand Prix“ | Dezember 2007 bis März 2019 |      |
| Airbus A330-200  | A9C-KF 2000 bis 2007 als A4O-KF | „50th anniversary“      | Mai 2000 bis Juli 2008      |      |
| Airbus A340-300  | A4O-LD                          | „50th anniversary“      | Mai 2000 bis 2005           |      |
| Boeing 767-300ER | A9C-GJ 1989 bis 2007 als A4O-GJ | „50th anniversary“      | Juni 1989 bis April 2008    |      |

### Ehemalige Flugzeugtypen
In der Vergangenheit setzte Gulf Air bereits folgende Flugzeugtypen ein:
- Airbus A319-100
- Airbus A330-200
- Airbus A340-300
- BAC 1-11
- Vickers VC10
- Boeing 737-200/-700/-800
- Boeing 747-200
- Boeing 757-200
- Boeing 767-200/-300
- Boeing 777-300ER
- Embraer E-170
- Embraer E-190
- Lockheed L-1011 TriStar

## Zwischenfälle
- Am 10. Juli 1960 verschwand eine Douglas DC-3/C-47-DL der britischen Gulf Aviation, gemietet von der indischen Kalinga Airlines (Luftfahrzeugkennzeichen VT-DGS) auf einem Flug von Doha zum Flughafen Schardscha (Vereinigte Arabische Emirate). Vermutlich hatte die Maschine das Ziel bereits überflogen und entweder wegen eines Geräteausfalls oder Fehlern der Besatzung verfehlt. Das Flugzeug konnte nicht gefunden werden. Alle 16 Insassen, drei Besatzungsmitglieder und 13 Passagiere, werden bis heute vermisst.[19]

- Am 17. August 1966 sackte eine Douglas DC-3/C-47-DL der britischen Gulf Aviation (G-AOFZ) nach dem Abheben vom Flugplatz Azaiba (Oman) wieder nach unten und kollidierte mit Bäumen, woraufhin sie etwa 515 Meter vom Startbahnende zu Boden stürzte. Das Flugzeug wurde irreparabel beschädigt. Der Flugplatz Azaiba lag etwa 2 km östlich der heutigen Landebahnschwelle 26 des Flughafens von Muscat. Die Ursache war ein Leistungsverlust beider Triebwerke, ausgelöst durch eine falsche Einstellung der Vergaser-Luftansaugklappen auf „Vorwärmung“ statt „Staudruckluft“. Allerdings war dies die einzige Maschine in der DC-3-Flotte der Gulf Air, bei der die Wahlhebelstellung umgekehrt angeordnet war als bei allen anderen. Alle 20 Insassen, zwei Besatzungsmitglieder und 18 Passagiere, überlebten den Unfall.[20]

- Am 23. September 1983 stürzte eine Boeing 737-200 (A4O-BK) auf dem Gulf-Air-Flug 771 von Karatschi nach Abu Dhabi nahe Mino Jebel Ali in den Vereinigten Arabischen Emiraten ab, nachdem im Frachtraum eine Bombe explodiert war. Alle 112 Insassen, darunter 107 Passagiere und fünf Besatzungsmitglieder, kamen bei dem Absturz ums Leben (siehe auch Gulf-Air-Flug 771).[21]

- Am 23. August 2000 stürzte ein Airbus A320 der Gulf Air (A4O-EK) nach einem nächtlichen Durchstartmanöver am Flughafen Bahrain ins Meer, weil die Piloten die Kontrolle über das Flugzeug verloren hatten. Dabei kamen alle 143 Insassen, 135 Passagiere und acht Besatzungsmitglieder, ums Leben (siehe auch Gulf-Air-Flug 072).[22]